# Enagonios
Enagonios (altgriechisch Ἐναγώνιος Enagṓnios) ist eine Epiklese mehrerer griechischer Gottheiten, mit der sie als Götter der Palaistra und der Agone verehrt wurden. Gottheiten, die um Beistand beim Erfolg von Agonen angerufen wurden, trugen auch die Epiklese Agonios (Ἀγώνιος Agṓnios). Insbesondere war Hermes Träger dieser Beinamen.
In der griechischen Literatur findet sich fast nur Hermes als Träger der Epiklesen. Er wird in den Orphischen Hymnen, bei den Chorlyrikern Pindar, Simonides und Philoxenos von Kythira, den Dramatikern Aischylos und Aristophanes, sowie dem spätantiken Epiker Nonnos als Enagonios genannt. Als Agonios erscheint er bei Pindar.
Ein Kult des Hermes Enagonios ist inschriftlich in Athen und Eleusis, auf Lesbos und in Pisidia belegt, Hermes Agonios erscheint auf einer Inschrift aus Sparta. Literarisch ist nur ein von Pausanias überlieferter Kult des Hermes Enagonios im Zeusheiligtum in Olympia bekannt, der die olympischen Altäre chronologisch nach den im Lauf des Jahres durchgeführten Opferungen aufzählt. Auf dem Altar des Hermes Enagonios wurden monatliche Opfer nach dem Altar der Göttermutter (vermutlich Rhea) und vor dem Altar des Kairos dargebracht.
Zeus als Agonios ist einzig bei Sophokles belegt, als Enagonios erscheinen inschriftlich Apollon in Erythrai, Dionysos in Magnesia und Aphrodite in Athen. Bei Flavius Philostratos wird auch der Flussgott Acheloos mit dem Beinamen versehen.